# こんにちはマイコン
『こんにちはマイコン』はすがやみつるによる日本の漫画作品。
昭和57年度（1982年）小学館漫画賞児童部門受賞。

## 概要
『ゲームセンターあらし』のキャラクターが、当時のコンピューターの歴史や仕組み、PC-6001を用いたBASICによるプログラミング方法を学んでいく学習漫画。全2巻。後にMSXシリーズのプログラムに対応した改訂版が発売された。シリーズ累計で約60万部を記録した。
1979年にマイコンを購入したすがやは、『あらし』のヒットで仕事が多忙になっていく中でプログラミングにも熱中し、身体を壊した。そのため妻が母と共謀してマイコンを隠してしまった事から、「マイコンを仕事にすれば、家族も文句が言えない」と思い、自ら企画書を作成。1982年に出版に至った。
すがやは「子供むけの本のふりだが、大人も買う」と見ていた。実際に、本書のアンケート葉書は小学生から中年まで幅広い年齢層から集まり、すがやも街中でカバーをかけ本書を読む大人を何人も見たという。初版は4万部で、増刷や続編も決定した。
小学館漫画賞は前年に『あらし』だけで候補になっていたが、内容が反社会的として受賞には至らなかった。しかし翌年は本書が新しい学習漫画と評され、2作で受賞となった。
小学館では漫画賞祝いで海外取材をプレゼント。すがやは以前行った事のある、アメリカ合衆国西海岸のロングビーチを選ぶ。以前と同様、F1・アメリカ西グランプリが目的だったが、建前上仕事と結びつけるため、ロサンゼルスの児童向けパソコン教室の体験入学、シリコンバレーの見学、Apple Computer本社の玄関で記念撮影などを行った。
1983年にはパート2も発行。しかし、趣味が仕事になってしまった事などから、この頃にはすがやも気乗りしなくなっており、マイコンにはしばらく触れなくなったという。
2020年度より日本の小学校でプログラミング教育が必修化されたことに対応して、2020年4月29日に日経BPよりゲームセンターあらしのキャラクターが登場する汎用プログラミング言語Python入門書『こんにちはPython』が発売となった。

## 登場人物
あらし
こちらでも一応主人公だが、コンピュータやマイコンを知らない初心者であるため、キャラの立ち位置としては、さとるの次。
さとる
『あらし』ではコンピュータに詳しい天才少年として登場し、本作でもあらしたちにコンピュータのさまざまな事を教える教育者役で、ある意味主人公といえる。
一平太
あらし同様、マイコンを教わる側。読者への説明はさとるとあらしがいれば充分なので、本作では「出番が少ない」とこぼしたり、マイコンの勉強中にしょうもないいたずら（マイコンの画面に「バカ」と書くなど）をしてあらしを争うなどの役にとどまる。

## こんにちはマイコン
すがやみつる作画、当時東京大学名誉教授だった渡辺茂による監修。小学館、1982年11月初版発行。表にはPC-6001のキーボードの実物の90%大の画像、裏にはキーボードの使い方が説明された、「マイコンキーボード実感ポスター」という付録がついていた。
- 第1章 こんにちは!マイコン
- 第2章 マイコンにさわってみよう
- 第3章 マイコンを使おう!
- 第4章 BASICに挑戦
- 第5章 プログラムができた!
- 第6章 資料編

### 十年後の東京
作品内で、十年後（1992年）の生活はマイコンによってどうなっているかを予想している。予想として外れているものも多いが、現在ではコンピュータの小型化やインターネットの普及などにより実現できているものもある。
- 会社のコンピュータと家にある小型コンピュータを電話線でつなぎ、家にいたまま仕事ができる：在宅ワーク、テレワーク
- 掃除、炊事、洗濯がみんな自動化：ホームオートメーション
- マイコン内蔵のテレビで見たい番組を全部予約
- 電子郵便や電子化された新聞が送られてくる（テレビから出力）：データ放送
- 学校では先生の代わりにコンピュータが問題を出す：コンピュータ支援教育
- キャプテンシステムで家にいながら次のようなことができるようになる
  - 飛行機や映画、国鉄の列車の切符の予約
  - テレビ塾
  - テレビ掲示板
  - 貯金の残高
  - 天気予報
  - ニュース
  - カタログで買い物

### 紹介されているマイコン
「ベストカタログ」として、当時のマイコンがいくつか紹介されている。当時のコンピュータ事情を窺い知ることのできる資料となっている。
- PC-6001
- JR-100
- ZX81
- ぴゅう太
- ベーシックマスターJr.
- VIC-1001
- PHC-25
- HC-20
- FP-1000
- TRS-80 model I
- MZ-1200

### その他
作中で「世界初のコンピュータゲームは、マサチューセッツ工科大学で作られたテニスゲーム」と書かれているが、これは事実と異なり、マサチューセッツ工科大学で作られた『スペースウォー!』と（こちらはテニスゲームでなくシューティングゲーム）、テニスゲーム式ゲームの『Tennis for Two』『オデッセイ』『ポン』などを混同したミスである。
2002年に英知出版より復刻版として『スーパーゲーム大戦 ゲームセンターあらし対マイコン電児ラン + こんにちはマイコン【完全版】』が出ている。

## こんにちはマイコン2
パート1と同様、すがやみつる作画、渡辺茂監修。小学館、1983年8月初版発行。フローチャートが簡単に書ける「プログラムばっちりプレート」というテンプレートが付録でついていた。
- 第1章 マイコン大探検
- 第2章 BASIC上級編
- 第3章 ゲームだけがプログラムじゃない
- 第4章 TVゲームのできるまで

ナムコ（後のバンダイナムコゲームス）の協力で、アイディア構築からゲーム完成までの工程を説明。
- 第5章 ゲームプログラムに挑戦!!
- 第6章 ゲームプログラム集

巻末には緊急特別付録として、初版発行当時に発売されたPC-6001mkIIの機能紹介、およびPC-6001との性能比較表を掲載。

## こんにちはマイコン マイコン入門[MSX対応]
「こんにちはマイコン」の改訂版。

## こんにちはマイコン2 プログラム入門[MSX対応]
「こんにちはマイコン2」の改訂版。